# Smiths Group
Smiths Group plc er en britisk multinational fremstillingsvirksomhed med hovedkvarter i London. De udvikler systemløsninger og producerer dele indenfor tryghed & sikkerhed, industri, energi og luftfart.